# Gerald Kyd
Gerald Kyd (nome artístico de Gerasimos Awkoumides) nasceu em 1973 em Pretória, África do Sul e é um ator meio-grego e meio-escocês, que é mais conhecido por interpretar o Dr. Sean Maddox em Casualty. Gerald foi treinado na London Academy of Music and Dramatic Arts, e formou-se como ator. Desde que se formou, Gerald atuou em inúmeras peças de teatro, televisão e produções cinematográficas.
Gerald fez um monte de trabalho no teatro e mais recentemente trabalhou ao lado de Sir Ian McKellen nas produções da Royal Shakespeare Company A Gaivota e Rei Lear, que entrou em uma turnê internacional, incluindo Brasil, Austrália, Nova Zelândia e Estados Unidos. Quando a turnê terminou, ele foi para West End em Londres.
Gerald também fez um breve retorno à série Casualty para comemorar 20 º aniversário da série. Ele jogou seu caráter regular do Dr. Sean Maddox de 6 episódios.

## Trabalhos na TV
- Persons Unknown - Mark Renbe
- The New Professionals - Derbeg
- Underworld - Niko
- Casualty - Dr Sean Maddox
- Grease Monkeys - Jeremy
- In Search of Shakespeare - Himself
- Brief Encounters - Steve
- All In The Game - Ratza
- King Lear - Soldier

## Trabalhos em filmes
- The Principles of Lust - Manuel
- Tomb Raider 2: The Cradle of Life - Seth/ Sean's Man
- The Defender - Morgan/ Agent Grant

## Trabalhos no teatro
- The Seagull - Boris Trigorin-Royal Shakespeare Company
- Cyrano De Bergerac - Chevalier D'Antignac-Juzet
- The Prophet in Exile - Khalil Gibran
- The Pit & The Pendulum - William
- Loves Labours Lost - King Ferdinand-ETT
- Deathtrap - Clifford Anderson
- The Local Stigmatic - David-Lyric Hammersmith
- The Ramayana - Rama- Birmingham
- Richard II - Harry Percy- Globe
- Edward II - Gaveston- Globe
- Revelations - Tony- Hampstead
- Conversations in Havana - Che
- The Three Musketeers - Athos- Bristol Old Vic